# The Go-Betweens
The Go-Betweens var en australisk rockgrupp, bildad av sångarna och gitarristerna Robert Forster (född 29 juni 1957) och Grant McLennan (född 12 februari 1958, död 6 maj 2006) i Brisbane i januari 1978. Deras mest framgångsrika album blev 16 Lovers Lane från 1988.

## Historia
Gruppen bildades i Brisbane 1978 av Robert Forster (gitarr, sång) och Grant McLennan (elbas, sång), utan någon permanent trumslagare. Namnet hämtades från författaren L.P. Hartleys roman The Go-Between (1953, på svenska Gudarnas budbärare). Efter att ha givit ut några singlar på lokala skivbolag reste de till England tidigt 1980 och tillsammans med Steven Daly (trummor) spelade de in singeln I Need Two Heads som gavs ut på det skotska skivbolaget Postcard Records. Senare samma år återvände de till Australien och Lindy Morrison (trummor) blev fast medlem. 
Efter att ha givit ut sitt debutalbum och turnerat i Australien återvände gruppen till England där de fick kontrakt med Rough Trade. Efter albumet Before Hollywood (1983) utökades bandet med Robert Vickers (elbas) och McLennan övergick till gitarr. Gruppen fick kontrakt med Sire Records, men efter att det kritikerrosade albumet Spring Hill Fair (1984) sålt dåligt fick de senare kontrakt med Beggars Banquet Records. 
1986 utökades gruppen med den klassiskt skolade Amanda Brown (violin, oboe, keyboards, gitarr, sång) och gruppens melodiska musik, inspirerad av bland andra The Byrds och Talking Heads, blev därefter mer varierad och folkmusikorienterad. 1988 ersattes Vickers av John Willsteed (elbas) och man gav ut albumet 16 Lovers Lane samma år. Från detta album blev låten Streets of Your Town gruppens första och enda singelhit, men bandet upplöstes  1989. 
Både Forster och McLennan, som skrev alla gruppens låtar tillsammans, fortsatte med solokarriärer. McLennan samarbetade även med Steve Kilbey från The Church i hobbybandet Jack Frost. The Go-Betweens återförenades 2000 men upplöstes slutligen 2006 då McLennan den 6 maj dog av en hjärtinfarkt, 48 år gammal.
År 2009 fick bandet bron Go Between Bridge i Brisbane uppkallad efter sig.

## Diskografi

### Studioalbum
- 1982 – Send Me a Lullaby (Missing Link)
- 1983 – Before Hollywood (Stunn)
- 1984 – Spring Hill Fair (Sire)
- 1986 – Liberty Belle and the Black Diamond Express (True Tone)
- 1987 – Tallulah (True Tone)
- 1988 – 16 Lovers Lane (Mushroom)
- 2000 – The Friends of Rachel Worth
- 2003 – Bright Yellow Bright Orange
- 2005 – Oceans Apart

### Samlingar
- 1985 – Metal and Shells
- 1990 – 1978–1990
- 1999 – Bellavista Terrace: Best of The Go-Betweens
- 1999 – 78 'til 79: The Lost Album

### Livealbum
- 1999 – Live on Snap with Deirdre O'Donoghue
- 2005 – Live in London
- 2006 – That Striped Sunlight Sound

## Medlemmar
- Robert Forster – sång, gitarr (1977–1989, 2000–2006)
- Grant McLennan – sång, gitarr, elbas, munspel (1977–1989, 2000–2006)
- Bruce Anthon - trummor (1978, 1979–1980)
- Dennis Cantwell – trummor (1978)
- Lissa Ross – trummor (1978)
- Tim Mustapha – trummor (1978–1979)
- Peter Milton Walsh – sång, gitarr (1978–1979)
- Malcolm Kelly – piano, orgel (1979)
- Steven Daly – trummor (1980)
- Claire McKenna – trummor (1980)
- Dave Tyrer – gitarr (1980)
- Lindy Morrison – trummor, sång (1980–1989)
- Robert Vickers – elbas (1983–1987)
- Amanda Brown – fiol, oboe, gitarr, keyboard, bakgrundssång (1986–1989)
- John Willsteed – elbas, gitarr (1987–1989)
- Michael Armiger – elbas (1989)
- Adele Pickvance – elbas, bakgrundssång (2000–2006)
- Mathias Strodler – trummor (2000)
- Janet Weiss – trummor, bakgrundssång (2000)
- Glenn Thompson – trummor, bakgrundssång, keyboard (2002–2006)